# Poliopastea errans
Poliopastea errans là một loài bướm đêm thuộc phân họ Arctiinae, họ Erebidae.